# Terre d'Espagne (film)
Pour les articles homonymes, voir Terre d'Espagne.
Pour plus de détails, voir Fiche technique et Distribution.
Terre d'Espagne est un film documentaire américain réalisé par Joris Ivens sorti en 1937.

## Synopsis
Joris Ivens tourne ce documentaire entre mars et mai 1937 pour soutenir les républicains espagnols contre l'agression franquiste. Ce film de propagande est financé par une association de soutien à la République espagnole.
"La terre d’Espagne est dure et sèche, et les visages des hommes qui la travaillent sont secs et durs sous l’effet du soleil" ainsi débute le film. Les voix de commentaire sont dites par Ernest Hemingway et John Dos Passos.

Le village de Fuentendueña entre Valence et Madrid est un bastion républicain que les troupes franquistes cherchent à investir. Paysans et soldats républicains sont associés pour résister aux agresseurs soutenus par les fascistes italiens et allemands.

Sur le front, à Madrid, les combats font rage, les troupes de Franco gagnent du terrain. Les Républicains se mobilisent, mais ils bénéficient de moyen dérisoire pour lutter. Joris Ivens filme quelques grandes figures de l’armée populaire : «la Pasionaria» Dolores Ibárruri, le député républicain José Diaz et les dirigeants des forces républicaines, le Commandant Martinez de Aragón et Enrique Líster. Le président Manuel Azaña, replié à Valence avec son gouvernement provisoire, dénonce les propriétaires fonciers à la solde des fascistes, qui «essaient de s’emparer de notre terre». Le village de Fuentendueña résiste, et le pont qui constitue un axe stratégique entre Valence et Madrid, sera sauvé.

## Fiche technique
- Titre : Terre d'Espagne
- Réalisation : Joris Ivens

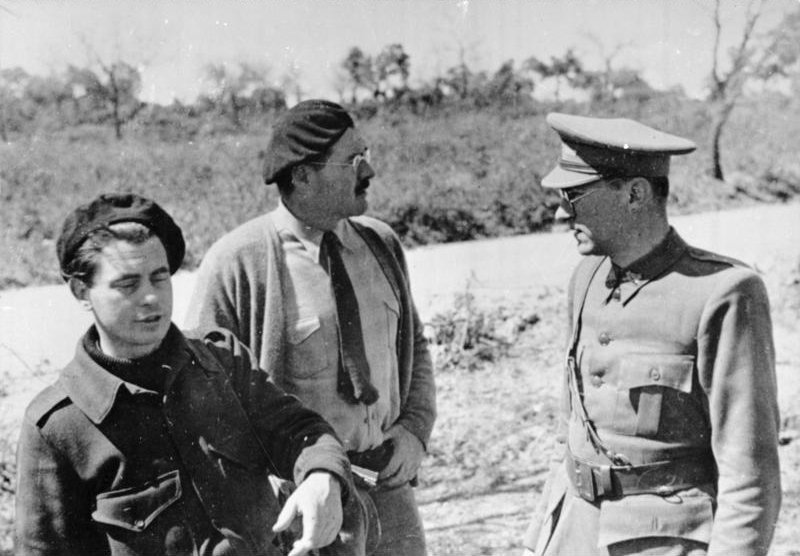
Joris Ivens, Ernest Hemingway et (à droite) Ludwig Renn sur le tournage de Terre d'Espagne

- Scénario : Joris Ivens, Prudencio de Pereda, John Dos Passos, Lillian Hellman, Ernest Hemingway, Archibald Macleish
- Image : John Fernhout, Joris Ivens
- Montage : Helen van Dongen
- Son : Irving Reis
- Producteur : Herman Shumlin
- Genre : Documentaire
- Durée : 51 minutes
- Dates de sortie : 20 août 1937[2]

## Distribution
Dans leur propre rôle :
- Manuel Azaña : Président de la république espagnole
- José Díaz : Député républicain
- Dolores Ibárruri : La Pasionaria
- Enrique Líster : Dirigeant militaire des forces républicaines
- Commandant Martinez de Aragón : Dirigeant militaire des forces républicaines
- Gustav Regler : un écrivain allemand